# Ovis aries
Ovis aries, vrsta šupljorošca iz roda ovaca (Ovis) poznata i kao divlja ovca unutar kojih se razvilo više podvrsta:
- O. a. aries Linnaeus, 1758
- O. a. arkal Eversmann, 1850
- O. a. cycloceros Hutton, 1842
- O. a. isphahanica Nasonov, 1910
- O. a. laristanica Nasonov, 1909
- O. a. musimon Pallas, 1811
- O. a. ophion Blyth, 1841
- O. a. orientalis Gmelin, 1774
- O. a. vignei Blyth, 1841